# Saint-Geyrac (ruisseau)
Cet article concerne un cours d'eau du département de la Dordogne. Pour la commune, voir Saint-Geyrac.
Le ruisseau de Saint-Geyrac est un ruisseau français du département de la Dordogne, affluent du Manoire et sous-affluent de l’Isle.

## Géographie
Il prend sa source vers 230 mètres d'altitude dans la forêt Barade en limite des communes de Bars et Fossemagne.
Il porte le même nom que la commune de Saint-Geyrac qu'il arrose.
Il se jette dans le Manoire en rive gauche vers 110 mètres d'altitude sur la commune de Saint-Laurent-sur-Manoire, au lieu-dit Niversac, en bordure de la ligne de chemin de fer Coutras - Tulle.
Long de 20,4 km, le ruisseau de Saint-Geyrac n'a pas d'affluent répertorié.

### Communes et cantons traversés

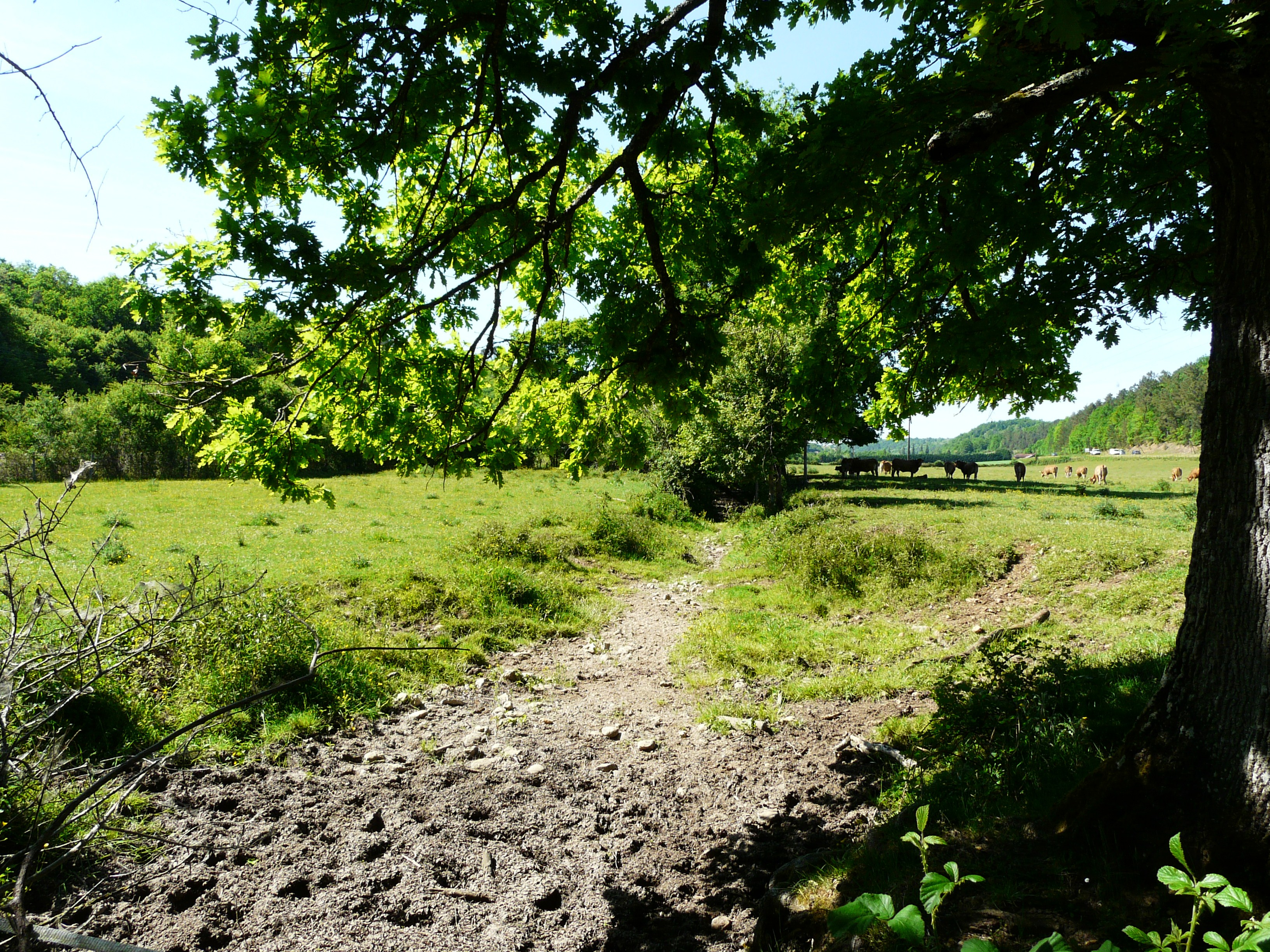
Le ruisseau à sec à Saint-Pierre-de-Chignac.

À l'intérieur du département de la Dordogne, le ruisseau de Saint-Geyrac arrose neuf communes réparties sur trois cantons :
- Canton de Thenon
  - Bars (source)
  - Fossemagne (source)
- Canton de Montignac
  - Rouffignac-Saint-Cernin-de-Reilhac
- Canton de Saint-Pierre-de-Chignac
  - Milhac-d'Auberoche
  - Saint-Geyrac
  - La Douze
  - Saint-Pierre-de-Chignac
  - Sainte-Marie-de-Chignac
  - Saint-Laurent-sur-Manoire (confluence avec le Manoire)

## À voir
- L'église Saint-Cyr de Saint-Geyrac